# Иргиредмет
«Иргиредме́т» — российская компания, которая занимается научными исследованиями, проектированием, комплексной поставкой оборудования в области разработки месторождений и переработки руд золота и других благородных металлов, руд цветных и редких металлов и алмазов. Штаб-квартира расположена в Иркутске.
Входит в группу компаний «Петропавловск».

## Структура
В состав Иргиредмет входят 10 специализированных технологических лабораторий, проектный отдел, отдел промышленной безопасности, полупромышленная установка, опытно-обогатительная фабрика, аналитический и коммерческий центры, отдел научно-технической информации, патентный, рекламно-маркетинговый отделы.

## История
История компании Иргиредмет берет своё начало 19 января 1871 года, когда по решению Государственного совета Российской империи была создана золотосплавочная лаборатория, которая приобрела особое значение в развитии горнодобывающей промышленности в Иркутске.
В 1930 году лаборатория была преобразована в институт Сибгинцветмет. В сферу его деятельности входило изучение вопросов добычи и обогащения руд и песков, исследование готовой продукции, анализ и испытание сырья, изучение опыта и достижений иностранных предприятий, подготовка квалифицированных кадров и научных работников. Однако, в 1932 году институт преобразовали во Всесоюзный государственный научно-исследовательский институт по золоту и спутникам — Гинзолото. В его ведении находились все научно-исследовательские и экспериментальные работы по изучению и комплексному использованию золотоносных руд и песков в СССР.
В 1942 году произошла реорганизация института в военный завод № 172, однако, уже в 1946-м он снова стал научно-исследовательским учреждением, которое получило именно то название, под которым данная организация известна до сих пор — Иркутский государственный научно-исследовательский институт редких и цветных металлов (Иргиредмет).
В 1993 году Иргиредмет приобрел статус открытого акционерного общества (ОАО).

## Деятельность
Компании Иргиредмет ведёт деятельность в четырёх основных направлениях:
- Научно-исследовательские работы (решение геологических задач, внедрение способов ведения горных работ, разработка технологии обогащения руд, разработки в области металлургии, разработки в области экологии)
- Проектирование шахт, карьеров, фабрик
- Поставка оборудования и реагентов для обогатительных фабрик
- Аналитические исследования